# پیلوگرام داخل وریدی
پیلوگرام داخل وریدی، (به انگلیسی: (Intravenous pyelogram (IVP) یک روش تصویربرداری است که در آن ابتدا ماده حاجب (ماده‌ای که در عکس‌هایی که با اشعه – X برداشته می‌شود قابل رؤیت است) را در یکی از وریدهای بیمار تزریق می‌نمایند. ماده حاجب هنگام عبور جریان خون از کلیه تصفیه شده به داخل ادرار ترشح می‌شود، سپس در فواصل زمانی منظم (مثلاً ده دقیقه) با استفاده از اشعه – X از کلیه، حالب و مثانه عکسبرداری می‌کنند. هنگامی‌که ماده حاجب در سیستم دفع ادراری حرکت می‌کند، شکل کلی کلیه‌ها، حالب، و مثانه را ترسیم می‌کند و نهایتاً در مثانه تجمع می‌یابد و دفع ادراری می‌شود.
اروگرافی داخل وریدی ممکن است برای بررسی اولیه بسیاری از مشکلات ارولوژیک مشکوک،به ویژه ضایعات کلیوی و حالب استفاده گردد.همچنین از آن می‌توان جهت تخمین کلی عملکرد کلیه استفاده کرد .پس از تزریق ماده حاجب(سدیم دیاتریزوات یا مگلومین دیاتریزوات) چندین تصویر متوالی گرفته می‌شود تا ساختارهای تخلیه شونده قسمت‌های فوقانی و تحتانی دستگاه ادراری را مشاهده نمایند.
از IVP معمولاً برای یافتن انسداد در جریان ادرار، بررسی عملکرد کلیه‌ها و علل هماچوری استفاده می‌کنند.